# 코모로의 부흥을 위한 대회
코모로의 부흥을 위한 대회(아랍어: اتفاقية لتجديد جزر القمر, 프랑스어: Convention pour le Renouveau des Comores)는 코모로의 정당이다. 2002년 9월 사회주의 민주주의 전선에서 탈퇴한 사람들이 설립하였다. 2006년 선거에서 18석 가운데 6석을 차지하였고, 2015년 선거에서 2석을 차지하였다.